# Pseudodiosaccus propinquus
Pseudodiosaccus propinquus is een eenoogkreeftjessoort uit de familie van de Miraciidae. De wetenschappelijke naam van de soort werd voor het eerst geldig gepubliceerd in 1893 door Scott T. & A. als Diosaccus propinquus.